# Friedrich Ernst Leibold
Friedrich Ernst Leibold (Kiel, 9 dicembre 1804 – L'Avana, 21 luglio 1864) è stato un botanico tedesco.
Formatandosi come giardiniere, accompagnò, come collettore botanico, il Barone von Ludwig al Capo di Buona Speranza (1835-1838). Dal 1839 al 1844, raccolse alcuni campioni a Cuba e in Messico, poi si stabilì come contadino nel Texas (1847). In seguito si stabilì a New Orleans, morì a L'Avana il 21 luglio, 1864.
Le piante con l'epiteto specifico di leiboldiana sono state chiamate in suo onore, un esempio è Tillandsia leiboldiana.

## Opere associate
- "Filices a Leiboldo in Mexico lectae" di Gustav Kunze, (1844).[4]